# Saint Martin, Jersey
Saint Martin (engelska: St Martîn) är en parish i Jersey (Storbritannien). Den ligger i den östra delen av Jersey, 5 km nordost om huvudstaden Saint Helier. Antalet invånare är 3 763. Arean är 10,3 kvadratkilometer. Saint Martin ligger på ön Jersey.
Terrängen i Saint Martin är platt.